# Utazás a Nap túlsó oldalára
Az Utazás a Nap túlsó oldalára (eredeti címe (német szó): Doppelgänger. A szó illetve név jelentése magyarul: Hasonmás; nemzetközi cím: Journey to the Far Side of the Sun) Robert Parrish 1969-ben bemutatott brit tudományos fantasztikus (sci-fi) filmje Roy Thinnes főszereplésével. (Roy Thinnes a Hosszú forró nyár (The Long, Hot Summer) című amerikai tévéfilmsorozat főszereplőjeként (Ben Quick) már ismert és népszerű volt Magyarországon.)
Az európai űrközpont automata szondája egy ismeretlen bolygót fedez fel a Nap túlsó oldalán, a Földével azonos pályán. Két űrhajóssal felfedező küldetést indítanak az ismeretlen bolygóra. A misszió nem várt eredménnyel jár.
A film a korabeli felfokozott érdeklődésnek megfelelően hosszasan elidőz az űrkutatás, űrhajóskiképzés részletein. Ezek mára közismertté, mindennapossá váltak, így veszítettek érdekességükből. Ennek ellenére a film az egyik sci-fi kultuszfilmmé vált.

## Szereplők
- Glenn Ross ezredes – Roy Thinnes (Gáti Oszkár)
- John Kane – Ian Hendry (Forgács Tibor)
- Jason Webb – Patrick Wymark (Inke László)
- Sharon Ross – Lynn Loring (Mányai Zsuzsa)
- Lisa Hartmann – Loni von Friedl (Menszátor Magdolna)
- Paulo Landi – Franco De Rosa (mint Franco Derosa)
- Dr. Hassler – Herbert Lom (Szabó Ottó)
- Mark Neuman – George Sewell
- David Poulson – Ed Bishop (mint Edward Bishop)
- Dr. Pontini – Philip Madoc
- Pszichiáter – Vladek Sheybal
- Captain Ross?? – George Mikell

További szereplők:
- EUROSEC indítás irányító – Keith Alexander
- Orvosi technikus – Peter Burton
- A mongol mentőszolgálat tagja – Anthony Chinn
- Platform technikus – John Clifford
- Űrruha technikus – Maurice Connor
- Orvosi adatelemző – Nicholas Courtney
- Űrruha technikus – Maxwell Craig
- Dr. Gordon – Cy Grant
- Küldetésirányító technikus – Constantine Gregory
- Parti vendég – Victor Harrington
- Fotós – Alan Harris
- A Doppelganger kiszolgáló személyzetének főnöke – Alan Haywood
- Ápolónő – Jon Kelley
- Parti pincér – Cyril Kent
- Ápolónő – Annette Kerr
- Dove szerviztechnikus – Martin King
- Megfigyelő állomás technikusa – Basil Moss
- Pam Kirby, Webb titkárnője – Norma Ronald
- Londoni delegátus – John Stone
- Parti pincér – Joseph Tregonino
- Mallory – Peter van Dissel
- Pályaelemző – Jeremy Wilkin

## Cselekmény
Az Európai Űrkutatási Központ, az EUROSEC (European Space Exploration Complex) Sun Probe nevű Napkutató automata űrszondája felfedez egy bolygót, amely a Föld pályáján de mindig az átellenes oldalon, a Nap mögött kering, ezért eddig nem volt látható. Az információt Jason Webb, az EUROSEC elnöke igyekszik titokban tartani és csak az Európai Űrkutatási Tanács tagjait tájékoztatja. De a szonda adatait a kettős ügynök Dr. Hassler átadta a rivális hatalomnak.
Mark Neuman, az  EUROSEC biztonsági főnöke tetten éri Hasslert, és agyonlövi. Közben megállapodást kötnek az amerikaiakkal, hogy a tervezett kétfős űrexpedíció harmadának finanszírozása fejében az egyik űrhajóst a NASA adhatja, aki Glenn Ross ezredest jelöli ki erre a feladatra. Az európai központ viszont John Kane angol tudóst, asztrofizikust szeretné másodiknak, azonban Kane korábban nem kapott űrhajós kiképzést, így gyorsított tempóban kezdi meg a felkészülést. A sietség oka az, hogy a bolygó létezése a kém révén kitudódott, és tartani kell attól, hogy a rivális űrnagyhatalom megelőzi őket. Végül a feszített határidő előtt két héttel sikerül befejezni az előkészítést. 
A Phoenix nevű űrhajó utasai a háromhetes utat hibernálásban teszik meg. Megérkezve a felhőbe burkolózott bolygó légkörét teljesen megfelelőnek találják, így a leszállás mellett döntenek. A leszállást a külön erre a célra magukkal vitt űrrepülőgéppel hajtják végre, de a viharban egy sziklás vidéken kénytelenek leszállni, ennek során balesetet szenvednek, és Kane súlyosan megsérül. Ross legnagyobb megdöbbenésére mongol légimentők érkeznek a segítségükre, ám semmi sem utal arra, hogy valami hiba folytán az út felénél visszafordultak volna a Földre. Webb és az űrközpont munkatársai ingerülten reagálnak a visszatérésükre. Különösen mivel Ross tagadja, hogy visszafordultak volna. Arra gyanakodnak, hogy Ross Kane-t fedezi. De a tényt, hogy hat hét helyett három hét alatt tértek vissza, nem tudja megmagyarázni. 
Egyszer azonban Ross felfigyel arra, hogy minden általa ismert dolog, az írás, feliratok, épületek, az órák számlapja, minden a tükörképe a korábbiaknak. Valójában bármennyire is hihetetlen, a Föld tükörképére, tükörbolygójára érkeztek. A felismerést az késleltette, hogy csak alig valamivel az indulás előtt érkeztek Portugáliába feleségével, így sok mindent egyéb okból is idegennek éreztek. De Ross hiába mutatja be, hogy gond nélkül olvassa a tükörírást, nem hisznek neki. A valódi bizonyíték a még azóta is a Föld körül keringő űrhajón van, amelynek adatrögzítője bizonyítaná, hogy nem fordultak vissza félútról. Webb végül rááll, hogy Ross lehozhassa a bizonyítékot az űrhajóról. Az újonnan átadott, megfelelően kialakított dokkolóval ellátott űrrepülőgépet a Doppelgänger azaz Hasonmás névre keresztelik. Azonban a tükörvilágban az elektromos polaritás is ellentétes, így a kapcsolódásnál súlyos elektromos hiba lép fel. A hordozó űrhajó majd a visszatéréskor az űrrepülőgép is megsemmisül, és Ross is meghal. Ezzel az ikerföld bizonyítékai is végleg elenyésznek.
Hosszú idő múltával Webb megöregedve, tolókocsiban, némileg leépülve egy előkelő idősek otthonában él. Egy nap a folyosó végén lévő óriási tükörben pillantja meg magát. Elfojtott, tehetetlen dühe kirobban: minden erejét összeszedve teljes erővel nekihajtja magát a tükörnek.

## Forgatási helyszínek
A filmet 1968. július 1. és október 16. között forgatták a Pinewood Studiosban, Angliában és Portugáliában
- Albufeira, Algarve, Portugália
- Pinewood Studios, Buckinghamshire, Anglia
- Elstree Studios, Anglia

## Érdekességek
- Az Ellenföld létezésének kérdése több mint kétezer éves filozófiai probléma volt. Körülbelül Kepler és Newton kora óta lehettünk biztosak abban, hogy Ellenföld ebben a korszerűbb megfogalmazásban is csupán létezhetne, de valójában nem létezik.
- Az alkotók a film cselekménye idejének érthetetlenül késői, pont száz évvel a saját korukat követő időpontot adtak meg. A korabeli nézők is sokallták a 2069-es időpontot. Dramaturgiailag is kérdéses, hogy miért csak ekkorra fedezték volna fel ezt az új bolygót.
- Érdekesek a korabeli elképzelések filmbeli bemutatása a mára megvalósult technikákkal kapcsolatosan: videotelefon, videokonferencia, biztonsági ellenőrzés, űrrepülőgép, okos karóra, implantátum. A kvantum összefonódással kapcsolatos sejtelem.

A helyben fel és leszálló repülőgép, a Harrier már 1967 végén bemutatkozott.
Ám érdekesek a meg nem valósult technikai megoldások is: konténerszállító repülőgép, hibernálás.
Furcsa módon viszont az informatikával kapcsolatosan megelégedtek saját korukra jellemző technikával. Ezek szerint azt önmagában is futurisztikusnak gondolták.
- Az új átalakított dokkolóval ellátott űrrepülőgépre tükörírással (számunkra olvashatóan) írták fel a nevét: Doppelgänger azaz Hasonmás. Az ősidőkben a németek gyakran használták induló nulladik jelszónak az előre szót (vorwärts) visszafelé (streawrov).